# Ichthyophis biangularis
Ichthyophis biangularis é um anfíbio gimnofiono da família Ichthyophiidae endémico da Malásia. Só é conhecida em uma localidade na ilha de Bornéu, embora presumivelmente ocorra em mais locais.